# Leonhard Reichartinger
Leonhard Reichartinger († 25. September 1396 bei Nikopolis; auch Linhart Reichhartinger) war ein Kreuzritter aus bayerischem Adel, der aus der Umgebung von Trostberg stammte. Das wenige, das über ihn bekannt ist, ist durch seinen Knappen Johannes Schiltberger überliefert.
Reichartinger beteiligte sich an einem der letzten großen Kreuzzüge des Mittelalters, der von König Sigismund von Ungarn angeführt wurde. Dieser endete 1396 in der Schlacht bei Nikopolis mit einer vernichtenden Niederlage gegen die osmanische Armee unter Führung von Sultan Bayezid I.
In der Schlacht kamen zahlreiche Kreuzzugsteilnehmer ums Leben, unter ihnen Reichartinger. Johannes Schiltberger war ihm zu Hilfe gekommen, nachdem er von seinem Pferd geschossen worden war. Schiltberger schildert, wie er ihn auf sein Pferd brachte und wie er selbst auf einem türkischen Pferd entkam. Als die fliehenden Kreuzfahrer am selben Abend versuchten, die Schiffe auf der Donau zu erreichen, kam Reichartinger neben vielen anderen ums Leben. Schiltberger geriet in eine über 30 Jahre dauernde Gefangenschaft.